# مجلة فانزي
حرب الشاحنات الوحشية فانزين أو مجلة الخيالية لنادي شيفيلد وينزداي الإنجليزي، من وحي أفكار دافيد ريتشارد وماثيو كوبر.
وصلت أول مجلة للرفوف في عام 1993 بعنوان الجديد المشهور لوكان أليف، التي وُجدت في غرفةِ كأس شيفيلد المتحدة.
أُشتق أسم المجلة الخيالية من أحداث 21 من شهر إبريل عام 1991 عندما أختار تلفزيون يوركشير أن يُعرض حرب الشاحنات الوحشية الخاصة على تلفزيون 1986 فضلاً عن نشر إحتفالات فوز نادي وينزداي [[نهائي كأس رابطة الأندية الإنجليزية المحترفة 1991|المشهور والغير متوقع على نادي مانشستر يونايتد بنتيجة 1-0 في نهائي كأس الرابطة الإنجليزية]].
أُقتبس هذه القرار اللاذع خلال هذه السنين بواسطة نادي شيفيلد وينزداي وجماهيره كمثال رئيسي على إنحياز تلفزيون يوركشاير بشكلٍ عام تجاه غرب يوركشير وبشكلٍ خاص تجاه ليدز.
أُطلقت المجلة في الوقت الذي تمكن فيه النادي من الفوز بكأسه الأول منذ حوالي 50 عاماً، أحتل المركز الثالث في دوري الدرجة الأولى، ووصل إلى نهائي كأس مسابقتين رئيسية في نفس العام.
شارك ريتشارد وكوبر لعدة سنوات في تحرير مجلة فانزين قبل أن تنتقل لبول تايلر، و أندي سلمان، و نكي رايلي وستيف والمسلي.
بالرغم من خسارة بعض أصواتها بشكلٍ مبكر إلا أنها أستمرت لعدة سنوات كمجلة ورقية ومن ثم أصبحت عبر الأنترنت.